# (25139) Roatsch
(25139) Roatsch est un astéroïde de la ceinture principale.

## Description
(25139) Roatsch est un astéroïde de la ceinture principale. Il fut découvert le 22 septembre 1998 à la station Anderson Mesa par le programme LONEOS. Il présente une orbite caractérisée par un demi-grand axe de 2,78 UA, une excentricité de 0,08 et une inclinaison de 5,5° par rapport à l'écliptique.

## Compléments